# LS-Cロケット
LS-Cロケットとは科学技術庁宇宙開発推進本部と後継機関の宇宙開発事業団（後の宇宙航空研究開発機構）が開発した技術試験用の2段式ロケットである。

## 概要
Qロケット第3段用液体燃料ロケットエンジン技術及び、ジンバルを用いた推力偏向による誘導制御技術の開発を目的として1966年から開発が開始された。その後、1970年にQ,N計画が新N計画に変更されたことに伴い、N-Iロケット第2段用エンジンの開発へと目的が変更された。1968年から1974年まで種子島宇宙センター竹崎射場から8機が飛翔し5機が成功した。
LSは第2段が液体（英語: Liquid）ロケット、第1段が固体（英語: Solid）ロケットであることを意味する。

## 構成・諸元
第1段に固体ロケット、第2段に液体ロケットを使用した2段式の構成をもつ。第1段、第2段ともに三菱重工業が製造した。第1段は566mmで固体推進剤は旭化成が担当した。第2段の構成は号番によって異なり、LS-C-Dではダミー、1号機では硝酸と非対称ジメチルヒドラジンを推進剤とする二重壁構造のLE-1エンジン、2号機から6号機では硝酸とエアロジン-50を推進剤とする管構造のLE-2エンジン、7号機では四酸化二窒素とエアロジン-50を推進剤とする管構造のLE-3エンジンが用いられた。
| 諸元     | 諸元    | 諸元    |
| -------- | ------- | ------- |
| 全長     | 10.3m   | 10.3m   |
| 全備質量 | 2,338kg | 2,338kg |
| 段数     | 第1段   | 第2段   |
| 各段全長 | 7.1m    | 3.2m    |
| 直径     | 566mm   | 600mm   |
| 平均推力 | 15.5tf  | 3.5tf   |
| 比推力   | 210s    | 178s    |
| 燃焼時間 | 10.16s  | 38.9s   |

## 飛翔実績
| 号番      | 飛翔日時(JST) | 飛翔日時(JST) | 飛翔日時(JST) | 場所                    | 到達高度 | 目的                                                                               | 成否 | 備考                                                              |
| --------- | ------------- | ------------- | ------------- | ----------------------- | -------- | ---------------------------------------------------------------------------------- | ---- | ----------------------------------------------------------------- |
| LS-C-D    | 1968年        | 9月19日       | 10:58         | TNSC竹崎射場竹崎第1射点 | 9.6km    | 第1段固体ロケットの性能確認、1,2段分離機能の確認                                   | 成功 |                                                                   |
| LS-C1号機 | 1969年        | 2月6日        | 15:31         | TNSC竹崎射場竹崎第1射点 |          | LE-1の性能確認                                                                     | 失敗 | 第1段燃焼末期に爆発し1,2段が分離、第2段は点火後正常に飛行した     |
| LS-C2号機 | 1969年        | 9月10日       | 15:30         | TNSC竹崎射場竹崎第1射点 |          | LE-2の性能及び飛翔性能の確認                                                       | 失敗 | 発射時にタイマースタート用スイッチが動作せず、1,2段分離失敗       |
| LS-C3号機 | 1970年        | 2月3日        | 15:03         | TNSC竹崎射場竹崎第1射点 | 65km     | LE-2の性能及びジンバル機構の動作確認                                               | 成功 |                                                                   |
| LS-C4号機 | 1970年        | 9月9日        | 15:40         | TNSC竹崎射場竹崎第1射点 | 45km     | ジンバル制御装置の作動試験、ジャイロ機器及びガスジェット制御装置の回転制御特性確認 | 成功 |                                                                   |
| LS-C5号機 | 1971年        | 9月10日       | 15:47         | TNSC竹崎射場竹崎第1射点 | 53km     | ジンバル制御試験、ジャイロ機器及びガスジェット制御装置の回転制御特性確認           | 成功 |                                                                   |
| LS-C6号機 | 1972年        | 9月25日       | 15:06         | TNSC竹崎射場竹崎第1射点 | 40km     | ジンバル制御装置及びガスジェット制御装置による制御試験                             | 成功 |                                                                   |
| LS-C7号機 | 1974年        | 2月9日        | 15:30         | TNSC竹崎射場竹崎第1射点 | 15km     | LE-3エンジンの飛翔性能試験                                                         | 失敗 | 第2段着火時、推進薬供給配管に圧力異常が発生し、多量の酸化剤が漏洩 |